# Vivianijev teorem
Vivianijev teorem je rezultat u euklidskoj geometriji koji je početkom 18. stoljeća dokazao talijanski matematičar Vincenzo Viviani.

Teorem tvrdi da je za bilo koju izabranu točku {\displaystyle T} unutar jednakostraničnog trokuta {\displaystyle ABC} zbroj udaljenosti točke {\displaystyle T} od stranica {\displaystyle a,b,c} trokuta {\displaystyle ABC} jednak visini tog trokuta.

## Dokaz preko površina
Neka su {\displaystyle T_{a},T_{b}} i {\displaystyle T_{c}} nožišta okomica iz točke {\displaystyle T} na stranice {\displaystyle BC,CA}
i {\displaystyle AB} trokuta {\displaystyle ABC}, a {\displaystyle v} visina trokuta {\displaystyle ABC}. Prikažimo površinu trokuta {\displaystyle ABC} pomoću zbroja površina tri trokuta {\displaystyle P_{\triangle ABC}=P_{\triangle TBC}+P_{\triangle TCA}+P_{\triangle TAB}}.
{\displaystyle {\frac {av}{2}}={\frac {a\cdot |TT_{a}|}{2}}+{\frac {a\cdot |TT_{b}|}{2}}+{\frac {a\cdot |TT_{c}|}{2}}.}
Odovuda slijedi {\displaystyle |TT_{a}|+|TT_{b}|+|TT_{c}|=v.}

## Zanimljivosti
Zanimljivo je da se Vivianijev teorem može poopćiti i na pravilne mnogokute.
Naime, vrijedi da je zbroj udaljenosti bilo koje točke {\displaystyle T} pravilnog n-terokuta do njegovih
stranica neovisan o položaju točke {\displaystyle T}.
Dokaz. 
Ako su stranice pravilnog n-terokuta duljine {\displaystyle a}, a udaljenosti od
točke {\displaystyle T} do stranica tog n-terokuta {\displaystyle v_{1},v_{2},...,v_{n}}, tada je površina poligona
jednaka {\displaystyle P={\frac {1}{2}}\sum _{i=1}^{n}av_{i}}, dakle vrijedi {\displaystyle v_{1}+v_{2}+...+v_{n}={\frac {2P}{a}}.}
Može se dokazati da generalizacija Vivianijeva teorema vrijedi i za poligone kojima su svi unutarnji kutovi sukladni, tj. za tzv. ekviangularne poligone.